# Batilly-en-Puisaye
Batilly-en-Puisaye és un municipi francès, situat al departament del Loiret i a la regió de Centre. L'any 2007 tenia 108 habitants.

## Demografia

### Població
El 2007 la població de fet de Batilly-en-Puisaye era de 108 persones. Hi havia 40 famílies, de les quals 8 eren unipersonals (8 homes vivint sols), 16 parelles sense fills i 16 parelles amb fills.
La població ha evolucionat segons el següent gràfic:
Habitants censats

### Habitatges
El 2007 hi havia 81 habitatges, 42 eren l'habitatge principal de la família, 30 eren segones residències i 9 estaven desocupats. Tots els 81 habitatges eren cases. Dels 42 habitatges principals, 32 estaven ocupats pels seus propietaris i 10 estaven llogats i ocupats pels llogaters; 3 tenien dues cambres, 9 en tenien tres, 11 en tenien quatre i 19 en tenien cinc o més. 36 habitatges disposaven pel capbaix d'una plaça de pàrquing. A 17 habitatges hi havia un automòbil i a 23 n'hi havia dos o més.

### Piràmide de població
La piràmide de població per edats i sexe el 2009 era:
| Homes | Edats   | Dones |
| ----- | ------- | ----- |
| 0     | 95 o +  | 0     |
| 4     | 90 a 94 | 0     |
| 4     | 85 a 89 | 0     |
| 0     | 80 a 84 | 0     |
| 0     | 75 a 79 | 4     |
| 0     | 70 a 74 | 0     |
| 4     | 65 a 69 | 8     |
| 12    | 60 a 64 | 4     |
| 0     | 55 a 59 | 4     |
| 4     | 50 a 54 | 4     |
| 4     | 45 a 49 | 0     |
| 4     | 40 a 44 | 4     |
| 0     | 35 a 39 | 4     |
| 4     | 30 a 34 | 4     |
| 4     | 25 a 29 | 4     |
| 0     | 20 a 24 | 0     |
| 0     | 15 a 19 | 4     |
| 0     | 10 a 14 | 4     |
| 8     | 5 a 9   | 8     |
| 4     | 0 a 4   | 8     |

## Economia
El 2007 la població en edat de treballar era de 79 persones, 51 eren actives i 28 eren inactives. De les 51 persones actives 44 estaven ocupades (25 homes i 19 dones) i 7 estaven aturades (3 homes i 4 dones). De les 28 persones inactives 13 estaven jubilades, 9 estaven estudiant i 6 estaven classificades com a «altres inactius».
Activitats econòmiques
Dels 5 establiments que hi havia el 2007, 1 era d'una empresa de construcció, 1 d'una empresa de comerç i reparació d'automòbils, 1 d'una empresa d'hostatgeria i restauració, 1 d'una empresa de serveis i 1 d'una empresa classificada com a «altres activitats de serveis».
L'únic servei als particulars que hi havia el 2009 era un guixaire pintor.
L'any 2000 a Batilly-en-Puisaye hi havia 8 explotacions agrícoles.

## Poblacions més properes
El següent diagrama mostra les poblacions més properes.